# Vasakronan
Vasakronan AB ist ein schwedisches Immobilienunternehmen mit Sitz in Stockholm. Es entwickelt Gewerbeimmobilien und Flächen für den Einzelhandel und verfügt über 166 Objekte mit einer Fläche von 2,4 Mio. m². Diese befinden sich in den vier Regionen Stockholm, Uppsala, Göteborg und Malmö. Eigentümer sind zu gleichen Teilen der Erste, Zweite, Dritte und Vierte schwedische staatliche Pensionsfonds. Der Wert des Portfolios beträgt 178 Mrd. SEK (Stand 2024).

## Geschichte
Vasakronan wurde 1993 im Zusammenhang mit der Liquidation der schwedischen Bau- und Immobilienagentur gegründet, als auch das schwedische Nationale Immobilienamt und die staatliche Immobiliengesellschaft Akademiska Hus hinzukamen. Das Unternehmen befand sich bis dahin vollständig im Besitz des Staates, gehörte aber zu den Unternehmen, die die Regierung Reinfeldt in ihrer Amtszeit 2006 bis 2010 verkaufen wollte. Am 3. Juli 2008 gab die schwedische Regierung bekannt, dass das Unternehmen für 41,1 Mrd. SEK an AP Fastigheter verkauft wurde. Das fusionierte Unternehmen erhielt den Namen Vasakronan.
AP Fastigheter AB wurde 1998 gegründet. Davor wurde der Name AP Fastigheter für die Immobiliengeschäfte der AP-Fonds verwendet. Diese wurden am 1. Mai 2000 in den Ersten, Zweiten, Dritten und Vierten Schwedischen Pensionsfonds umgebildet. Es war beabsichtigt, dass die vier unabhängigen AP-Fonds in Konkurrenz zueinander stehen.
Bei der Gründung der Gesellschaft AP Fastigheter AB Ende 1998 befanden sich 274 Immobilien mit einem Wert von rund 20,5 Mrd. SEK in deren Besitz. Zum 31. Dezember 2008 besaß das kombinierte Unternehmen Immobilien im Wert von 74,6 Mrd. SEK. Zu den wichtigsten Immobilientransaktionen von AP Real Estate gehören die Akquisition von Diös im Jahr 2001 und Position Stockholm im Jahr 2005 sowie die Veräußerung des gesamten Portfolios in Umeå im Jahr 2003 und des Portfolios in Gävle, Falun, Mora und Borlänge im Jahr 2005.